# Championnats d'Europe de beach-volley 2025
Navigation
Pays-Bas 2024
Les Championnats d'Europe de beach-volley 2025, trente-troisième édition des Championnats d'Europe de beach-volley, ont lieu du 30 juillet au 3 août 2025 en Allemagne à Düsseldorf.
Les trois équipes seront qualifiés d'office pour les Championnats du monde de beach-volley 2025.
La compétition oppose 32 équipes qui seront réparties dans huit poules de quatre ; le dernier de chaque poule est éliminé alors que les autres intègrent une format à élimination directe à 24 concurrents : la première est exemptée du 1er tour et intègre directement les 16e de finale.

## Médaillés
| Épreuve | Or                                         | Argent                                    | Bronze                                            |
| ------- | ------------------------------------------ | ----------------------------------------- | ------------------------------------------------- |
| Hommes  | Norvège- Anders Mol - Christian Sørum      | Suède- David Åhman - Jonatan Hellvig      | Pays-Bas- Alexander Brouwer - Steven van de Velde |
| Femmes  | Ukraine- Maryna Hladun - Tetiana Lazarenko | France- Clémence Vieira - Aline Chamereau | Allemagne- Svenja Müller - Cinja Tillmann         |